# خرس (سرده)
خرس (نام علمی: Ursus) نام سرده‌ای از خرس‌ها است که شامل خرس قهوه‌ای، خرس قطبی، و خرس‌های سیاه می‌شود.

## آرایه‌شناسی و سامانه‌شناسی

### گونه‌های موجود
| نام                                                          | تصویر | زیرگونه‌ها  | پراکندگی |
| ------------------------------------------------------------ | ----- | ---------- | -------- |
| خرس سیاه آمریکایی (Ursus americanus) پیتر سایمون پالاس، ۱۷۸۰ |       | ۱۶ زیرگونه |          |
| خرس قهوه‌ای (Ursus arctos) کارل لینه، ۱۷۵۸                    |       | ۱۵ زیرگونه |          |
| خرس قطبی (Ursus maritimus) کنستانتین فیپس، ۱۷۷۴              |       | ۲ زیرگونه  |          |
| خرس سیاه آسیایی (Ursus thibetanus) ژرژ کوویه، ۱۸۲۳           |       | ۷ زیرگونه  |          |

دورگه‌هایی بین خرس‌های گریزلی و خرس‌های قطبی نیز ثبت شده است. که با نام‌های نانولاک و پیزلی هم شناخته می‌شوند، ولی به طور رسیمی به آن خرس دورگه قطبی-گریزلی می‌گویند. 

### فسیل‌ها
- † خرس غارنشین Ursus spelaeus
- †Ursus abstrusus
- †Ursus arvernensis
- †Ursus deningeri
- †Ursus etruscus
- †Ursus ingressus
- †Ursus dolinensis
- †Ursus rossicus
- †Ursus sackdillingensis
- †Ursus savini
- †Ursus minimus